# József Kiss-Dala
József Kiss-Dala (* 16. Dezember 1930 in Budapest) ist ein ehemaliger ungarischer Radrennfahrer.

## Sportliche Laufbahn
Kiss-Dala siegte 1953 in der Ungarn-Rundfahrt, ohne dabei einen Tagesabschnitt zu gewinnen. Die Internationale Friedensfahrt bestritt er viermal. Beim Sieg von Kaj Allan Olson 1951 wurde er Vierter. 1949 wurde er nationaler Meister im Mannschaftszeitfahren. 1953 gewann er die nationale Meisterschaft im Bergfahren, 1948 war er Vize-Meister geworden.